# Охотник за разумом
«Охотник за разумом» (англ. Mindhunter) — американский драматический телесериал, созданный Джо Пенхоллом для стримингового сервиса Netflix. Сценарий основан на документальной книге «Охотники за умами: ФБР против серийных убийств» Марка Олшейкера и Джона Дугласа. Исполнительными продюсерами сериала являются Дэвид Финчер, который также выступил в качестве режиссёра нескольких серий, Шарлиз Терон и Джо Пенхолл.
Премьера первого сезона сериала состоялась на Netflix 13 октября 2017 года. Второй сезон был выпущен 16 августа 2019 года. В январе 2020 года Netflix заявил, что работа над третьим сезоном отложена на неопределённое время. В феврале 2023 года Финчер подтвердил, что сериал официально завершён.

## Сюжет
Главными героями сериала являются специальные агенты ФБР Холден Форд (Джонатан Грофф) и Билл Тенч (Холт Маккэлани), работающие в отделе поведенческих наук Академии ФБР в Куантико, штат Виргиния. Они опрашивают находящихся в заключении серийных убийц, классифицируют их поведение с целью понимания образа мыслей преступника и создают практические руководства для раскрытия текущих уголовных дел. В проведении исследований им помогает профессор психологии Венди Карр (Анна Торв).
Действие первого сезона начинается в 1977 году во времена зарождения в ФБР таких дисциплин, как криминальная психология и профилирование, позволяющих правоохранительным органам составить психологический портрет преступника. Второй сезон рассказывает о событиях 1979—81 годов, в том числе о массовых убийствах в Атланте.

## В ролях
Главная роль в сезоне
     Второстепенная роль в сезоне
     Гостевая роль в сезоне
     Не появляется

### В главных ролях
| Джонатан Грофф  | Холден Форд    | 10 | 9 | 19 |
| Холт Маккэлани  | Билл Тенч      | 10 | 9 | 19 |
| Анна Торв       | Венди Карр     | 8  | 9 | 17 |
| Ханна Гросс     | Дебби Митфорд  | 10 |   | 10 |
| Коттер Смит     | Роберт Шепард  | 8  | 1 | 9  |
| Стейси Рока     | Нэнси Тенч     | 3  | 9 | 12 |
| Джо Таттл       | Грегг Смит     | 3  | 7 | 10 |
| Альберт Джонс   | Джим Барни     | 1  | 7 | 8  |
| Майкл Серверис  | Тед Ганн       |    | 6 | 6  |
| Лорен Глейзер   | Кей Манц       |    | 8 | 8  |
| Сьерра Макклейн | Таня Клифтон   |    | 4 | 4  |
| Джун Каррил     | Камилла Белл   |    | 5 | 5  |
| Всего эпизодов  | Всего эпизодов | 10 | 9 | 19 |

- Джонатан Грофф — Холден Форд, специальный агент отдела поведенческих наук ФБР.
- Холт Маккэлани — Билл Тенч, специальный агент отдела поведенческих наук ФБР.
- Анна Торв — Венди Карр, профессор психологии Бостонского университета, консультант отдела поведенческих наук.
- Ханна Гросс[англ.] — Дебби Митфорд, подружка Форда, социолог, аспирантка Виргинского университета (1-й сезон).
- Коттер Смит[англ.] — Роберт Шепард, заместитель директора Академии ФБР, куратор отдела поведенческих наук.
- Стейси Рока — Нэнси Тенч, жена Билла.
- Джо Таттл — Грегг Смит, специальный агент ФБР, новичок в отделе поведенческих наук.
- Майкл Серверис — Тед Ганн, преемник Шепарда на посту куратора отдела поведенческих наук (2-й сезон).
- Лорен Глейзер — Кей Манц, бармен и любовница Карр (2-й сезон).
- Альберт Джонс — Джим Барни, агент ФБР в Атланте (2-й сезон; гостевая роль в 1-м сезоне).
- Сьерра Макклейн — Таня Клифтон, сотрудница отеля, которая обращает внимание Холдена на убийства в Атланте (2-й сезон).
- Джун Каррил — Камилла Белл, мать одного из жертв убийств в Атланте (2-й сезон).

### Второстепенный состав
- Кэмерон Бриттон — Эд Кемпер, серийный убийца, которого опрашивают Форд и Тенч.
- Алекс Мор — Марк Окейсек, офицер полиции из Алтуны, штат Пенсильвания (1-й сезон).
- Джозеф Кросс — Бенджамин Барнрайт, подозреваемый в убийстве в Алтуне (1-й сезон).
- Марк Кудиш — Роджер Уэйд, директор начальной школы Фредериксбурга (1-й сезон).
- Майкл Парк — Питер Дин, следователь отдела профессиональной ответственности (ОПО) Министерства юстиции США (1-й сезон).
- Джордж Р. Шеффи — Джон Бойлен, следователь ОПО (1-й сезон).
- Дюк Лафун — Гордон Чамберс, детектив из Адайрсвилля (1-й сезон).
- Питер Мурник — Рой Карвер, детектив из Сакраменто (1-й сезон).
- Хэппи Андерсон — Джерри Брудос, серийный убийца, которого опрашивают Форд и Тенч (1-й сезон).
- Сонни Валиченти — монтёр из компании ADT / Деннис Рейдер, серийный убийца[4][5].
- Нейт Кордрай — детектив Арт Спенсер (2-й сезон).
- Реджи Дэвис — Мейнард Джексон, мэр Атланты (2-й сезон).
- Гарет Уильямс — начальник полиции Атланты (2-й сезон).
- Брент Секстон — Гарланд Периуинкл, агент ФБР в отставке (2-й сезон).
- Кристофер Ливингстон — Уэйн Уильямс, серийный убийца (2-й сезон).

### Приглашённые актёры
- Лена Олин — Аннелиза Стилман, бывшая любовница Карр и глава факультета психологии Бостонского университета (1-й сезон).
- Сэм Страйк — Монти Рисселл, серийный убийца, которого опрашивают Форд и Тенч (1-й сезон).
- Джек Эрди — Ричард Спек, серийный убийца, которого опрашивают Форд и Тенч (1-й сезон).
- Оливер Купер — Дэвид Берковиц, серийный убийца, которого опрашивают Форд и Тенч (2-й сезон).
- Майкл Филиппович — Уильям Пирс, серийный убийца, которого опрашивают Форд и Барни (2-й сезон).
- Кори Аллен — Уильям Генри Хэнс, серийный убийца, которого опрашивают Форд и Барни (2-й сезон).
- Роберт Арамайо — Элмер Уэйн Хенли-мл., серийный убийца, которого опрашивают Карр и Смит (2-й сезон).
- Дэймон Херриман — Чарльз Мэнсон, осуждённый преступник, создатель секты «Семья», которого опрашивают Форд и Тенч (2-й сезон).
- Кристофер Бэкус — Текс Уотсон[англ.], член секты Мэнсона, которого опрашивает Форд (2-й сезон).
- Морган Келли — Пол Бейтсон, убийца, которого опрашивают Карр и Смит (2-й сезон).

## Список серий
| Сезон | Серии | Серии | Даты показа     | Даты показа     |
| ----- | ----- | ----- | --------------- | --------------- |
| 1     | 10    | 10    | 13 октября 2017 | 13 октября 2017 |
| 2     | 9     | 9     | 16 августа 2019 | 16 августа 2019 |

### Сезон 1 (2017)
| № общий | № в сезоне | Название                      | Режиссёр         | Автор сценария                                                    | Дата премьеры   |
| --- | ---------- | ----------------------------- | ---------------- | ----------------------------------------------------------------- | --------------- |
| 1 | 1          | «Первая серия» «Episode 1»    | Дэвид Финчер     | Джо Пенхолл                                                       | 13 октября 2017 |
| В 1977 году в Брэддоке, штат Пенсильвания, специальному агенту ФБР Холдену Форду, выступающему в качестве переговорщика, не удаётся предотвратить самоубийство Коди Миллера, захватившего заложников. Заместитель директора Академии ФБР в Куантико Шепард не винит его в провале операции, так как заложники не пострадали, и переводит его на преподавательскую работу. Форд проявляет интерес к курсу лекций, посвящённому мотивам убийств, который читает Питер Ретман. Форд встречается с Дебби, аспиранткой, изучающей социологию. С подачи Дебби Форд начинает изучать криминальную психологию. Форд знакомится с Биллом Тенчем, руководителем отдела поведенческих наук ФБР. Тенч берёт Форда с собой в поездки по всей стране, во время которых он делится методиками ФБР с местными правоохранительными органами. В Айове полицейские обижаются, когда Форд предполагает, что Чарльз Мэнсон является не только преступником, но и жертвой. К Тенчу и Форду обращается местный детектив Фрэнк Макгроу, который просит помощи при расследовании жестокого убийства и изнасилования матери-одиночки и её сына. |            |                               |                  |                                                                   |                 |
| 2 | 2          | «Вторая серия» «Episode 2»    | Дэвид Финчер     | Джо Пенхолл                                                       | 13 октября 2017 |
| В Уичито, штат Канзас, сотрудник сервисной компании ADT просит коллегу отдать картонный цилиндр от использованной изоленты. Тенч и Форд прибывают в Сан-Франциско, штат Калифорния, и Форд просит разрешения поговорить с Чарльзом Мэнсоном, находящимся в тюрьме всего в 30 милях от города. Тенч заявляет, что доступ к Мэнсону получить невозможно. Однако местная полиция предлагает Форду встретиться с Эдмундом Кемпером, убийцей студенток. Тенча не интересует общение с Кемпером, поэтому Форд едет один. К его удивлению, Кемпер оказывается умным и разговорчивым человеком. Тем временем в Сакраменто совершено нападение на пожилую женщину, которая получает тяжёлые травмы и впадает в кому, а её собака жестоко убита. Форд убеждает Тенча сопровождать его во время следующего визита к Кемперу. Кемпер рассказывает о своей ненависти к матери и о том, как он с детства мучил и убивал животных. Шепард с негодованием узнаёт об интервью Форда и Тенча с Кемпером. Он позволяет им и впредь заниматься изучением серийных убийц, но отправляет работать в подвал ФБР. |            |                               |                  |                                                                   |                 |
| 3 | 3          | «Третья серия» «Episode 3»    | Асиф Кападия     | Сюжет : Джо Пенхолл Телесценарий : Джо Пенхолл и Руби Рей Шпигель | 13 октября 2017 |
| В Парк-Сити (Канзас) сотрудник ADT наблюдает за домом, после чего садится в фургон и уезжает. Форд и Тенч обращаются к доктору Венди Карр, профессору общественных наук Бостонского университета, штат Массачусетс, которая занимается академическими исследованиями. Попытка агентов встретиться с Бенджамином Франклином Миллером заканчивается неудачей. В Сакраменто убита ещё одна пожилая женщина, а горло её собаки перерезано от уха до уха. После беседы с Кемпером Тенч приходит к выводу, что подозреваемый белый, ему за 30 и у него такие же непростые отношения с матерью, как и у Кемпера. Полиция прибывает в дом Дуайта Тейлора, мужчины лет 30, живущего со строгой матерью. После допроса Тейлор признаётся в убийстве. Форд рекомендует пересмотреть список девиантных слов ФБР, удалив из него некоторые позиции. Карр прибывает во Фредериксбург в качестве консультанта ФБР. |            |                               |                  |                                                                   |                 |
| 4 | 4          | «Четвёртая серия» «Episode 4» | Асиф Кападия     | Сюжет : Джо Пенхолл Телесценарий : Джо Пенхолл и Доминик Орландо  | 13 октября 2017 |
| Сотрудник ADT осматривает в Канзасе дом, хозяева которого хотят установить сигнализацию. Форд и Тенч берут интервью у Монти Рисселла, который убил и изнасиловал пять женщин в Виргинии. Первая и последняя жертва была избиты и утоплены, а остальные зарезаны. Риссел не раскаивается в своих действиях и считает себя жертвой. Он не так изощрён в своей технике, как Кемпер, и убил свою первую жертву из-за того, что она не сопротивлялась изнасилованию и, по его словам, была «проституткой». Других жертв Риссел убил за то, что они «слишком много говорили». Маньяк признаётся, что испытывает ненависть к своей матери. В Алтуне, штат Пенсильвания, Тенч и Форд вместе с местным полицейским Марком Окейском расследуют убийство 22-летней няни Беверли Джин Шоу. Изначально они подозревают в совершении преступления местного сварщика и бывшего бродягу Элвина Морана. Однако алиби Морана подтверждает его жена. Тенч рассказывает напарнику, что у него есть приёмный шестилетний сын по имени Брайан, который отказывается разговаривать. Вернувшись во Фредериксбург, Форд приглашает Карр встретиться со своей девушкой в баре. Карр удаётся привлечь два гранта на общую сумму в 385 000 долларов для финансирования исследований серийных убийц. |            |                               |                  |                                                                   |                 |
| 5 | 5          | «Пятая серия» «Episode 5»     | Тобиас Линдхольм | Дженнифер Хейли                                                   | 13 октября 2017 |
| Сотрудник ADT кидает письмо в почтовый ящик. В Алтуне, штат Пенсильвания, продолжается расследование убийства Беверли Джин. Форд, Тенч и Окейсек берут интервью у её «жениха», Бенджамина «Бенджи» Барнрайта. Бенджи начинает неудержимо рыдать, заставляя Форда предположить, что человек, плачущий перед незнакомцами, притворяется. Полиция разговаривает с матерью Бенджи, которая упоминает Фрэнка Джандермана, мужа её дочери Роуз и шурина Бенджи. Форд узнаёт о бурной молодости Дебби и её многочисленных сексуальных партнерах. Тенчу сообщают, что Фрэнк Джандермен в старшей школе попал в психиатрическую лечебницу за то, что избил девушку разводным ключом. После допроса Фрэнка полиция обнаруживает, что отношения Бенджи с Беверли Джин были не такими серьёзными, как утверждал Бенджи, и он выдумал историю о помолвке с Беверли. Тенч и Форд вновь допрашивают Бенджи, а затем навещают Роуз, сестру Бенджи, и замечают синяки на её теле. Окейсек предупреждает Роуз, что если она что-то скрывает и ФБР узнает об этом, то для неё и для Фрэнка это плохо кончится. Роуз, опасаясь за судьбу своего ребёнка, приходит в полицейский участок и признаётся, что Фрэнка не было дома в ночь исчезновения Беверли Джин. Роуз утверждает, что Фрэнк вызвал её в дом Бенджи в ночь убийства, где в ванной она обнаружила тело Беверли Джин, которая была зарезана ножом. Она утверждает, что убиралась в доме, пока Бенджи и Фрэнк избавлялись от трупа. |            |                               |                  |                                                                   |                 |
| 6 | 6          | «Шестая серия» «Episode 6»    | Тобиас Линдхольм | Сюжет : Джо Пенхолл Телесценарий : Джо Пенхолл и Тобиас Линдхольм | 13 октября 2017 |
| Сотрудник ADT вяжет узлы из веревки, в то время как его жена ухаживает за их маленькой дочерью. Шепард предлагает Карр постоянную должность консультанта в ФБР. Вернувшись в Алтуну, Тенч вновь допрашивает Бенджи. Карр догадывается, что Беверли Джин была ещё жива, когда в её доме появилась Роуз. Полиция приходит к выводу, что Бенджи, Роуз и Фрэнк являлись сообщниками. Вернувшись во Фредериксбург, Дебби и Форд обедают в доме Тенча. Выясняется, что гособвинение намерено добиваться полноценного наказания только для Бенджи, а Роуз и Фрэнку будет предложена сделка с правосудием. Карр возвращается в Бостон и спрашивает мнение своей любовницы Аннализ Стилман по поводу принятия предложения ФБР. Аннализ не одобряет идею сотрудничества Карр и ФБР, так как это может плохо отразиться на её карьере в университете, но Карр всё равно принимает решение уехать в Виргинию. |            |                               |                  |                                                                   |                 |
| 7 | 7          | «Седьмая серия» «Episode 7»   | Эндрю Дуглас     | Сюжет : Джо Пенхолл Телесценарий : Джо Пенхолл и Дженнифер Хейли  | 13 октября 2017 |
| Тенч и Форд посещают государственную тюрьму в Сейлеме, штат Орегон, чтобы взять интервью у Джерри Брудоса. Брудос признаётся, что с детства является обувным фетишистом. Форд покупает пару женской обуви самого большого размера, чтобы заставить маньяка разговориться. Карр начинает подкармливать кошку в своём новом доме во Фредериксбурге. Тенч и Нэнси обсуждают поведение их сына Брайана, который в школе покусал одноклассника. Няня Брайана обнаруживает под его матрасом фотографию с места преступления, на которой изображена мёртвая Ада Джеффрис, изнасилованная черенком от метлы. Няня отказывается продолжать работу на Тенча и Нэнси. |            |                               |                  |                                                                   |                 |
| 8 | 8          | «Восьмая серия» «Episode 8»   | Эндрю Дуглас     | Сюжет : Эрин Леви Телесценарий : Эрин Леви и Дженнифер Хейли      | 13 октября 2017 |
| Форда приглашают выступить в начальной школе. К нему обращается учительница Джанет Эбнер, которая обеспокоена поведением директора школы Роджера Уэйда, который у себя в кабинете щекочет детей и даёт им за это монету в пять центов. Форд начинает подозревать, что Дебби изменяет ему. В отделе поведенческих наук к работе приступает Грегг Смит. Форд просит Грегга пойти с ним на встречу с Уэйдом, которого он подозревает в педофилии. Директор Уэйд настаивает, что от щекотки детям нет никакого вреда. Грегг рассказывает Шепарду о последнем расследовании Форда, который крайне недоволен тем, что Форд занимается такой ерундой и пытается предсказать преступление, которого ещё не совершено. Форд возвращается в Орегон, чтобы встретиться с Брудосом, который стал более разговорчивым. Дебби приглашает Форда на выставку, во время которой он становится свидетелем флирта между Дебби и Патриком. Форд получает звонок от школьного супертинтенданта, который сообщает, что Уэйд уволен. |            |                               |                  |                                                                   |                 |
| 9 | 9          | «Девятая серия» «Episode 9»   | Дэвид Финчер     | Сюжет : Карли Рей Телесценарий : Карли Рей и Дженнифер Хейли      | 13 октября 2017 |
| Сотрудник ADT сидит в доме будущей жертвы. Когда часы бьют полночь, а жертва так и не появляется, он прибирает за собой и уходит в отчаянии. В исправительной колонии в Джолиет, штат Иллинойс, Форд и Тенч беседуют с Ричардом Спеком. Спек не проявляет интереса к сотрудничеству до тех пор, пока Форд не спрашивает, кто дал ему право забрать «восемь сочных кисок». Тенч рекомендует Форду потерять запись интервью или отредактировать свой неуместный комментарий. Форд и Дебби мирятся. Домой к Форд приходит жена Уэйда, возмущённая его увольнением. Карр замечает, что бездомная кошка перестала есть. Отдел начинает заниматься расследованием убийства Лизы Доун Портер, 12-летней девочки из Адайрсвилля, Джорджия. Полиция замечает на месте преступления подстриженные деревья и начинает подозревать рабочего Даррела Джина Девьера. Шепард вызывает Карр и сообщает, что Спек подал жалобу в минюст и обвинил Форда в том, что он «трахал ему мозги». Отдел передаёт в отдел профессиональной ответственности минюста отредактированную стенограмму интервью со Спеком. Вернувшись в подвал, команда договаривается уничтожить оригинальную запись. |            |                               |                  |                                                                   |                 |
| 10 | 10         | «Десятая серия» «Episode 10»  | Дэвид Финчер     | Сюжет : Джо Пенхолл Телесценарий : Джо Пенхолл и Дженнифер Хейли  | 13 октября 2017 |
| Кемпер пишет письмо Форду с просьбой о новой встрече. Девьер соглашается добровольно сотрудничать с ФБР. Форд использует методы, основанные на предыдущих интервью, чтобы вызвать у Девьера чувство вины и добиться признания. В баре во время выпивки Форд хвастается перед коллегами-полицейскими работой отдела поведенческих наук и рассказывает о своих встречах с серийными убийцами. Информация об отделе и Форде попадает на страницы газет. Дебби высказывает Форду недовольство по поводу его работы, и они ссорятся. Карр летит в Рим, штат Джорджия, в надежде предотвратить смертную казнь Девьера. Форд и Дебби расстаются. Форду звонит доктор Кемпера. Отдел узнаёт, что в распоряжение минюста попала запись интервью Спека. Форд навещает в больнице Кемпера, который пытался совершить самоубийство. Кемпер заявляет, что мог бы запросто убить Форда, если бы захотел. Форд в приступе панической атаки бежит из палаты и падает в коридоре. В Канзасе сотрудник ADT сжигает рисунки с садистским содержанием. |            |                               |                  |                                                                   |                 |

### Сезон 2 (2019)
| № общий | № в сезоне | Название                      | Режиссёр      | Автор сценария                                                                                | Дата премьеры   |
| --- | ---------- | ----------------------------- | ------------- | --------------------------------------------------------------------------------------------- | --------------- |
| 11 | 1          | «Первая серия» «Episode 1»    | Дэвид Финчер  | Сюжет : Даг Джанг, Джошуа Донен и Кортни Майлз Телесценарий : Кортни Майлз                    | 16 августа 2019 |
| Жена сотрудника ADT заходит к нему в комнату и видит, что он занимается аутоэротическим удушением. Холден приходит в себя в больнице и узнаёт, что страдает от приступов паники. Тенч пытается найти напарника. Шепард уходит в отставку, а новый босс, Тед Ганн, полностью поддерживает отдел поведенческих наук и даже добивается прекращения расследования минюста. Холден рассказывает Венди о своих приступах паники и указывает, что он чувствует себя намного лучше. Она выясняет, что приступ был вызван общением с Кемпером, и советует ему быть осторожным. На вечеринке Шепард с негодованием сообщает Холдену, что его вынудили уйти на пенсию, поскольку кто-то должен был понести ответственность за ошибки Холдена. У Холдена, узнавшего правду, начинается очередная паническая атака. |            |                               |               |                                                                                               |                 |
| 12 | 2          | «Вторая серия» «Episode 2»    | Дэвид Финчер  | Сюжет : Даг Джанг, Джошуа Донен и Кортни Майлз Телесценарий : Кортни Майлз                    | 16 августа 2019 |
| Жена сотрудника ADT даёт ему брошюру, посвящённую преодолению сексуальных извращений. Билл отправляется в Учитито для расследования преступлений, совершённых убийцей БТК. Он осматривает дом семьи Отеро, где пять лет назад были убиты двое детей и их родители, а также беседует с Кевином Брайтом, братом одной из жертв, которому убийца выстрелил в лицо. Холден и Тенч берут интервью у Дэвида Берковица, больше известного как «Сын Сэма». Они заставляют его признаться, что он лжёт о том, что слышит голоса демонов, которые заставляли его убивать. Билл и Венди обсуждают панические атаки Холдена и договариваются присматривать за ним. В доме, продажей которого занимается Нэнси, жена Билла, обнаружен труп. |            |                               |               |                                                                                               |                 |
| 13 | 3          | «Третья серия» «Episode 3»    | Дэвид Финчер  | Сюжет : Джошуа Донен и Кортни Майлз Телесценарий : Джошуа Донен и Филлип Хоуз                 | 16 августа 2019 |
| Библиотекарь сообщает работнику ADT, склонившемуся над рисунком женщины, что библиотека закрывается. Холден прибывает в Атланту, чтобы совместно с Джимом Барни взять интервью у двух серийных убийц Уильяма Пирса и Уильяма Хэнса). К Холдену обращаются три матери, которые просят его расследовать убийства их детей, которые, судя по всему, связаны между собой. Выясняется, что в доме, выставленном на продажу Нэнси Тенч, найдено тело маленького мальчика, который был привязан к кресту. Билл предлагает детективу Арту свою помощь в расследовании. Венди начинает флиртовать с барменшей из бара. |            |                               |               |                                                                                               |                 |
| 14 | 4          | «Четвёртая серия» «Episode 4» | Эндрю Доминик | Сюжет : Джошуа Донен и Кортни Майлз Телесценарий : Джейсон Джонсон, Колин Луро и Джошуа Донен | 16 августа 2019 |
| Форд хочет заняться расследованием похищений и убийств детей в Атланте, Тенч и Карр не соглашаются с ним. Венди идет на свидание с барменшей из бара. В Атланте происходит похищение очередного ребенка, Ганн направляет туда Форда и Тенча. В их отсутствие Смит предлагает Карр провести собеседование с Элмером Уэйном Хенли-младшим вдвоём. Однако собеседование, которое Смит пытается вести по правилам, на соблюдении которых всегда настаивала Карр, оказывается абсолютно провальным и вынуждает её отказаться от своих же правил и начать импровизировать, признавшись в том, что она лесбиянка. Смит считает её признание уловкой, что она не оспаривает. Жена звонит Тенчу с сообщением о том, что полиция хочет побеседовать с их сыном Брайаном по поводу убийства маленького мальчика. Узнав от Форда о версии с чернокожим серийным убийцей, комиссар полиции Атланты отказывается от помощи ФБР, используя тот повод, что похититель так и не позвонил, то есть похищения не было, и у ФБР теперь нет юрисдикции. Жена рассказывает прилетевшему домой Тенчу о том, что их сын причастен к убийству, в чём сам сознался полиции. |            |                               |               |                                                                                               |                 |
| 15 | 5          | «Пятая серия» «Episode 5»     | Эндрю Доминик | Сюжет : Памела Седерквист Телесценарий : Памела Седерквист и Лиз Ханна                        | 16 августа 2019 |
| Работник ADT закапывает в землю коробку с одеждой, в которой жена застала его за занятием асфиксиофилией. Карр идёт на свидание с Кей Манц и занимается с ней любовью. Брайану назначают экспертизу в департаменте здравоохранения. Форд и Тенч направляются на собеседование с Мэнсоном, но тот затягивает с встречей, и Форд решает сначала вновь увидеть Кемпера, отбывающего срок в той же тюрьме. В ходе собеседования с Мэнсоном тот полностью отрицает свою вину в подстрекательстве к убийствам, что раздражает Тенча, который начинает с ним спорить, а потом и вовсе в гневе прекращает собеседование. Форд решает посетить одного из подручных Мэнсона по фамилии Уотсон, который называет Мэнсона «лживым пророком» и рассказывает, как Мэнсон накачивал их наркотиками и велел убивать людей. На фуршете в доме Ганна Билл признаётся Венди в своих проблемах с сыном. В Атланте происходит очередное убийство ребёнка. |            |                               |               |                                                                                               |                 |
| 16 | 6          | «Шестая серия» «Episode 6»    | Карл Франклин | Сюжет : Джошуа Донен и Кортни Майлз Телесценарий : Кортни Майлз                               | 16 августа 2019 |
| В университете Уичито, Канзас, работник ADT требует вернуть ему копию, застрявшую в неисправном копировальном аппарате, для чего этот аппарат приходится разобрать, на бумаге виден символ, фигурирующий в расследовании преступлений, совершённых убийцей БТК. Руководство ФБР приказывает Ганну привлечь поведенческий отдел для расследования похищений и убийств детей в Атланте, которые объединены в одно дело. Карр и Смит проводят собеседование с Полом Бейтсоном, подозреваемым в убийстве нескольких гомосексуалов. Тенч вынужден разрываться между работой и семьёй, в которой продолжаются проблемы с его сыном. В Атланте подтверждается теория о серийном убийце, однако Форд сомневается в том, что арестованный по подозрению в преступлениях сантехник в них виновен. |            |                               |               |                                                                                               |                 |
| 17 | 7          | «Седьмая серия» «Episode 7»   | Карл Франклин | Сюжет : Джошуа Донен и Кортни Майлз Телесценарий : Лиз Ханна                                  | 16 августа 2019 |
| Тенч и Форд проводят допрос подозреваемого, однако во время допроса им сообщают об очередном убийстве ребёнка, которое не мог совершить подозреваемый, поскольку уже находился под арестом. Форд предлагает устроить ловушку для убийцы. Карр жалуется Кей Манц на то, что Ганн отстранил её от проведения собеседований, и предлагает Кей переехать жить в её квартиру. На встрече мэра Атланты с её жителями по поводу произошедшей аварии они освистывают мэра и обвиняют в аварии и убийствах детей Клан. |            |                               |               |                                                                                               |                 |
| 18 | 8          | «Восьмая серия» «Episode 8»   | Карл Франклин | Сюжет : Джошуа Донен и Кортни Майлз Телесценарий : Алекс Меткаф                               | 16 августа 2019 |
| В Истборо, Канзас, работник ADT из служебного фургона наблюдает за домом. В Атланте Тенч и Гарланд следят за Чарльзом Сандерсом, одним из членов Клана и по результатам прослушки начинают рассматривать его в качестве очередного подозреваемого. Тем временем эстрадные певцы Сэмми Дэвис-младший и Фрэнк Синатра собираются устроить в Атланте благотворительный концерт, все доходы от которого пойдут на расследование убийств детей. Форд предлагает свой план для выхода на убийцу: объявить набор охранников-добровольцев, рассчитывая, что в их числе окажется и преступник. Однако из-за бюрократических проволочек в местном отделении полиции план не удаётся реализовать. Венди подслушивает, как Кей говорит о ней бывшему мужу, что она ничего не значит для Кей, и решает с ней расстаться. Допрос Сандерса и проведённый у него обыск ни к чему не приводят. Билл безуспешно пытается наладить отношения с сыном и рассказывает Холдену о своих семейных проблемах. Полиция организует круглосуточное наблюдение за мостами через реку, где была найдена последняя жертва маньяка. Спустя пять недель полиция решает прекратить слежку из-за высоких расходов городского бюджета. В ночь последнего дежурства полицейским удаётся задержать подозреваемого.                                                                      |            |                               |               |                                                                                               |                 |
| 19 | 9          | «Девятая серия» «Episode 9»   | Карл Франклин | Сюжет : Джошуа Донен и Кортни Майлз Телесценарий : Шон Грант                                  | 16 августа 2019 |
| В ходе поисков в реке в районе задержания не удаётся найти тела, и подозреваемого вынуждены отпустить. Форд и Барни на следующий день посещают подозреваемого Уэйна Уильямса и беседуют с ним и его знакомыми. Полиции удаётся обнаружить тело, однако прямых улик нет, и прокурор даёт ордер лишь на слежку за Уильямсом, который её замечает и покупает еды преследующим его Тенчу и Форду. Сосед Уильямса рассказывает о том, как он недавно сжигал мусор в 5 утра, и прокурор даёт ордер на обыск, однако обнаруженные в ходе обыска улики он полагает недостаточными для ареста Уильямса, и после допроса его снова отпускают. Уильямс делает заявление журналистам, что его преследуют агенты ФБР, затем в сопровождении полиции и журналистов приезжает к дому мэра и устраивает там скандал, а его отец в это время узнаёт о возможности купить авиабилет в Южную Америку. После того как Департамент юстиции убеждает прокурора в достаточности обнаруженных улик, Уильямса арестовывает местная полиция, но ему предъявляют обвинения только в двух убийствах. Билл по приезде домой обнаруживает, что вещей его жены там нет. В Джанкшн-Сити, Канзас, сотрудник ADT надевает женскую одежду, которую ранее закопал в коробке, и начинает заниматься асфиксиофилией, глядя на разложенные на кровати вещи и документы жертв убийцы БТК. |            |                               |               |                                                                                               |                 |

## Производство

### Разработка
История разработки проекта началась в 2009 году, когда актриса Шарлиз Терон дала почитать Дэвиду Финчеру документальную книгу под названием «Охотники за умами: ФБР против серийных убийц», написанную агентом ФБР в отставке Джоном Дугласом и писателем Марком Олшейкером. В январе 2010 года было объявлено о том, что Финчер и Терон займутся экранизацией книги вместе с компанией Fox 21, а показ сериала состоится на кабельном канале HBO. К работе над сценарием пилотной серии был привлечён Скотт Бак, известный, в частности, работой над сериалом «Декстер». Финчер, известный в основном как кинорежиссёр, долгое время считал идею о работе на телевидении «совершенно чуждой» для него. Однако после успеха сериала «Карточный домик», где Финчер являлся одним из продюсеров и режиссёром двух эпизодов, он изменил свое отношение к ТВ и с энтузиазмом взялся за сериал, предложенный Терон. В декабре 2015 года стало известно о том, что права на «Охотника за разумом» перешли стриминговому сервису Netflix, а Fox 21 выбыла из проекта. Шоураннером сериала был назначен драматург и сценарист Джо Пенхолл, который заменил на этом посту Бака.
В феврале 2016 года Netflix объявил, что производство «Охотника за разумом» будет базироваться в Питтсбурге, штат Пенсильвания. Съёмки начались в мае 2016 года и завершились в феврале 2017 года. Декорации штаб-квартиры ФБР в Куантико и квартиры Холдена снимались в павильонах киностудии 31st Street Studios. Натурные съёмки включали сцены, снятые в бывшей государственной исправительной колонии Гринсбурга, в колледже Вашингтона и Джефферсона, в университете Чатема, а также в других местах.
Режиссёрами первого сезона выступили Дэвид Финчер, Азиф Кападиа, Тобиас Линдхольм и Эндрю Дуглас. Ещё до премьеры сериал был продлён на второй сезон. Премьера первого сезона состоялась 13 октября 2017 года.
Съёмки второго сезона проходили с апреля по декабрь 2018 года. Режиссёрами этого сезона выступили Дэвид Финчер, Эндрю Доминик и Карл Франклин. Премьера состоялась 16 августа 2019 года.
Всего Финчер планировал снять пять сезонов сериала. В ноябре 2019 года стало известно, что производство третьего сезона отложено на неопределённый срок, пока Финчер не закончит работу над своим следующим фильмом «Манк». В январе 2020 года Netflix объявил, что работа над третьим сезоном поставлена на паузу, а контракты с исполнителями главных ролей расторгнуты, так как Финчер был занят другими проектами, в том числе режиссурой «Манка» и продюсированием второго сезона мультсериала-антологии «Любовь, смерть и роботы». Представитель Netflix заявил: «Возможно, он вернётся к проекту в будущем, но в то же время он чувствует, что было бы нечестно удерживать актёров от поиска другой работы, пока он занимается своей собственной работой».

### Подбор актёров
В марте 2016 года стали известны исполнители главных ролей в сериале. Было объявлено, что Джонатан Грофф и Холт Маккэлани сыграют специальных агентов ФБР Холдена Форда и Билла Тенча, а Анна Торв — психолога.

### Прототипы
Прототипами персонажей Холдена Форда и Билла Тенча послужили двое бывших сотрудников отдела поведенческих наук ФБР — Джон Дуглас и Роберт Ресслер соответственно. Эти два специальных агента ФБР в конце 70-х годов создали базу данных серийных преступников, взяв интервью у 37 осуждённых, и разработали на этой основе современную методику профилирования.
Прототипом Венди Карр является судебно-психиатрический эксперт Энн Бёрджесс, известный профессор Бостонского колледжа, которая работала с агентами ФБР в отделе поведенческих наук и на протяжении десятков лет занималась изучением серийных убийц, насильников и растлителей детей. Она также специализировалась на лечении оставшихся в живых жертв изнасилований и жестокого обращения и исследовала образ мышления преступников. Сценаристы наделили биографию Венди Карр чертами, которыми доктор Энн Бёрджесс в действительности не обладала: в отличие от лесбиянки Карр, переехавшей работать в Куантико, Бёрджесс замужем, у неё есть дети и с ней консультировались дистанционно из Бостона.
Все персонажи серийных убийц основаны на реальных личностях, а диалоги с ними в местах заключения взяты из записанных интервью. Сотрудник ADT, который неоднократно появляется в сериях первого сезона перед вступительной заставкой, — это Деннис Рейдер, убийца СПУ, что выясняется во втором сезоне.